# 우륵의 12곡
우륵의 12곡은 대가야의 가실왕이 악사(樂師) 우륵에게 명하여 가야금으로 연주할 수 있도록 작곡한 12개의 곡이다. 악사(樂師) 성열현(省熱縣) 사람 우륵의 12곡과 가야금 12현은 12월을 상징한 농경문화를 내포한 곡조이다.

## 우륵의 12곡 작곡의 시원
《신라고기(新羅古記)》에 이르기를, 가야국(伽倻國) 가실왕(嘉實王)이 당나라 악기를 보고 제작했다. 왕이 이르기를, ‘여러 나라의 방언(方言)이 각각 다른데 그 성음(聲音)이 어찌 같을 수 있겠는가?’ 하면서, 이내 악사(樂師) 성열현(省熱縣) 사람 우륵(于勒)에게 명하여 12곡(曲)을 만들게 하였다.

## 우륵의 12곡을 작곡한 시대와 방언의 정립
- 《삼국사기》에 “당나라의 악기를 보고 제작(見唐之樂器而造之)”하였다는 사료는 우륵이 활동한 후대에 당나라(618-907)의 악기가 아니며, 중국 진(秦)나라의 쟁(箏)을 모방했고, 쟁은 중국 고대의 악기인 슬(瑟)과 같다고 했으므로 이 악기를 비교해 봄으로써 당시 우륵이 가야금을 창금(創琴)한 과정을 유추할 수 있다.[2]
- 《삼국사기》에 “여러 나라의 방언이 각각 다른 성음(諸國方言各異聲音)”의 사료에서 보편적으로 가야제국(伽倻諸國)으로 인식하고 있으나 아래 사료에서 중국 쟁(箏)의 소리와 우리나라의 성음이 일치하지 않기 때문에 개작(改作)한 것을 알 수 있다.
- 《악학궤범》에서 인용한 《문헌통고》에 이르기를, “쟁(箏)은 진(秦)나라 소리이다. 부현(傅玄)의 쟁부(箏賦)의 서문(序文)에, “위는 높아서 하늘과 같으며, 아래는 평평하여 땅과 같으며, 가운데는 비어서 육합(六合)에 비긴 것이다. 현주(絃柱)는 12월에 의(擬)하였으니 벌려 놓으면 사상(四象)이 있고, 연주하면 5음(五音)이 나온다. 이것은 곧 어질고 슬기로운 악기이다.” 라고 하였다.
- 《풍속통(風俗通)》에, “쟁(箏)은 본래 5현이었으나 지금은 13현인데, 누구의 개작(改作)인지 알 수 없다.” 라는 사료에서 5현을 13현으로 수록하여 같은 쟁(箏)도 현(絃)이 상이하기 때문에 가야국 가실왕은 우리나라 성음에 맞게 12월을 상징한 12현으로 악기를 개작한 뜻으로 1년 사시(四時)의 농경문화를 의미한다.

## 가야금 제작자의 정립
- 《신라고기(新羅古記)》에, 가야국(伽倻國) 가실왕(嘉實王)이 당(唐)나라 악기를 보고 제작한 것으로 오인할 수 있다.
- 《신증동국여지승람》고령현 고적조 금곡(琴谷)에, 가야국 가실왕의 악사 우륵이 중국의 진쟁(秦箏)을 본떠서 거문고를 만들어 가야금이라고 불렀다. 현의 북쪽 3리 있는 땅 이름에 금곡(琴谷)이 있으니, 세상에서 전하기를, “우륵이 공인(工人)을 거느리고 거문고를 익힌 곳이라.” 한다. 혹은 말하기를, “이 거문고는 김해의 가야국에서 나왔다.” 고도 하나, 김해 가야의 역대 왕 중에 가실왕이라 일컫는 왕이 없었으니, 아마 여기서 나왔다는 것이 옳을 것이다.[3]라는 사료에서 악사 우륵이 지금의 고령군 대가야읍 쾌빈리 정정골에서 공인을 데리고 가야금을 제작한 것이 고증된다.
- 조선시대 충주목 관할에도 12곡과 이름이 비슷한 상가라제(상가라제, 음성군 금왕읍), 하가라제(하가라제, 음성군 금왕읍), 가야곡제(가야곡제, 음성군 대소면), 가라곡제, 상가라곡제, 하가라곡제(이상 음성군 삼성면) 등 가야계통의 이름들이 나오는데, 우륵의 출생지로 전해지는 제천시 청풍면과 제천 의림지의 설화 등을 감안할 때 그가 열두 곡을 만든 곳이 이곳 충주지역으로 보이기도 하는 것이다.[4]

### 우륵의 12곡명의 재해석과 창조문화의 승화
- 악사 우륵이 작곡한 곡명은 가야금 현주(絃柱)는 12월에 비긴 것으로 12곡은 1년 12월 세시풍속의 농경문화와 관련된 악곡[5]으로 유추한다.
- 2009년 우륵(于勒)이 지은 우륵 12곡을 바탕으로 만든 창작 무용극[6]으로 윤색하였다.

| 곡 순위 | 곡명               | 곡명의 비정                             | 무용극                        |
| ------- | ------------------ | --------------------------------------- | ----------------------------- |
| 1곡     | 하가라도(下加羅都) | 수전농업 관계 향가                      | 구지가(龜旨歌)                |
| 2곡     | 상가라도(上加羅都) | 수전농업 관계 향가                      | 김수로왕과 허황후의 결혼      |
| 3곡     | 보기(寶伎)         | 금환의 유희 향가                        | 공 기예놀이                   |
| 4곡     | 달이(達已)         | 달회의 논둑다지기 향가                  | 신녀(神女) 묘견의 춤          |
| 5곡     | 사물(思勿)         | 벼농사 김매기 두레 유희적 농악놀이 향가 | 순장                          |
| 6곡     | 물혜(勿慧)         | 우기에 논물 지혜 관리 두레기 농악 향가  | 숨결의 춤                     |
| 7곡     | 하기물(下奇物)     | 희악(喜樂)의 농악 향가                  | 우륵(于勒) 무악(舞樂)         |
| 8곡     | 사자기(師子伎)     | 사자 탈춤의 유희 향가                   | 가락동자와 사자춤             |
| 9곡     | 거열(居烈)         | 거주민 벼수확 환희심 향가               | 니문 3곡 메추라기, 까마귀, 쥐 |
| 10곡    | 사팔혜(沙八兮)     | 춤사위 사람 인원 유희 향가              | 철기군의 춤                   |
| 11곡    | 이사(爾赦)         | 대풍작 갈무리 갈등 사면 향가            | 여전사의 춤                   |
| 12곡    | 상기물(上奇物)     | 희악(喜樂)의 향가                       | 아가(鵝歌)                    |

#### 우륵의 12곡명을 5곡으로 축소
- 《삼국사기》에, 이에 대내마 주지(注知·법지), 계고(階古)·대사 만덕(萬德)을 보내어 그 기예를 전수하게 했다. 세 명이 이미 12(十二)곡을 전해받고 서로 일러 말하기를 이것은 번다하고 또 음란해서 우아하고 바르다고 할 수 없다. 마침내 5곡으로 요약하였다. 우륵(于勒)이 처음 듣고 화를 냈지만 그 다섯 곡의 음을 듣고 눈물을 흘리면서 탄식하여 말하기를 즐거움이 넘치지 않고 애절하면서 슬프지 않으니 가히 바르다고 이른다.[7][8]
- 악사(樂師) 우륵의 세 제자인 주지(법지), 계고(階古), 만덕(萬德)이 5곡으로 축소한 곡명의 공통점을 잘 보여준다.[9]

| 분류                     | 곡명                                                                     | 비고      |
| ------------------------ | ------------------------------------------------------------------------ | --------- |
| 12곡조 중 공통점 곡명(1) | ①1곡 하가라도(下加羅都), ②2곡 상가라도(上加羅都),                        | 加羅都    |
| 12곡조 중 공통점 곡명(2) | ③7곡 하기물(下奇物), ④12곡 상기물(上奇物)                                | 奇物      |
| 12곡조 중 음운유사 곡명  | ⑤5곡 사물(思勿), ⑥6곡 물혜(勿慧)                                         | 勿        |
| 12곡조 중 놀이 곡명      | ⑦3곡 보기(寶伎), ⑧8곡 사자기(師子伎)                                     | 伎        |
| 12곡조 중 구분 모호 곡명 | ⑨4곡 달이(達已), ⑩9곡 거열(居烈), ⑪10곡 사팔혜(沙八兮), ⑫11곡 이사(爾赦) | 赦자 미상 |

## 우륵의 12곡조 지명 비정 학설

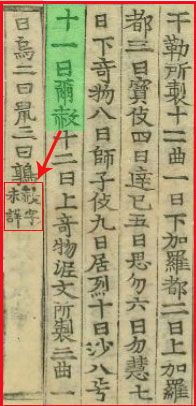
경주시 안강읍 옥산리 옥산서원에 소장한 보물 525호 정덕본 삼국사기에 이사(爾赦)의 사(赦)는 미상이므로 이사가 사이기국일 수 없다.

- 우륵의 제11곡 〈이사〉(爾赦)는 《삼국사기》1512년 정덕본, 《삼국사기》1537년 옥산서원본, 《삼국사기》1760년 을해목활자본(顯宗實錄字本)에서는 모두 〈이사〉(爾赦)의 ‘사’(赦)자는 알 수 없다고 하였는데, 일본인 전중준명은 우륵을 왜의 사이기국[10]사람으로 규정하기 위해 의령군 부림면으로 비정했다.

## 같이 보기
- 노래
  - 우륵의 12곡
    - 우륵의 1곡 하가라도
    - 우륵의 2곡 상가라도
- 인물
  - 우륵